# NASCAR
National Association for Stock Car Auto Racing, Hiệp hội quốc gia về đua xe ô tô (NASCAR) là một công ty điều hành và quản lý đua xe ô tô của Mỹ nổi tiếng với đua xe stock. Ba chuỗi cuộc đua xe lớn nhất hoặc quốc gia của nó là Series Monster Monster NASCAR Cup, Xfinity Series và Gander Out Outdoor Truck Series. Sê-ri đua xe khu vực bao gồm Sê-ri NASCAR K & N Pro Đông và Tây, Tour sửa đổi Whelen, Sê-ri NASCAR Pinty, Sê-ri NASCAR Whelen Euro và Sê-ri NASCAR PEAK Mexico. Tổ chức đua xe do NASCAR thực hiện đối với hơn 1.500 thể loại đua tại hơn 100 đường đua ở 48 tiểu bang của Hoa Kỳ cũng như ở Canada, Mexico và Châu Âu. NASCAR đã tổ chức các cuộc đua tại các vòng đua Suzuka và Motegi ở Nhật Bản và Calder Park Thunderdome ở Úc. NASCAR cũng mạo hiểm tham gia vào eSports thông qua PEAK Antifreeze NASCAR iRaces Series và tổ chức một hệ thống phân cấp với nhãn hiệu trên.
Công ty tư nhân này được Bill France Sr. thành lập vào năm 1948, và Jim France đã trở thành CEO từ ngày 6 tháng 8 năm 2018. Trụ sở chính của công ty tại Daytona Beach, Florida. Trên bình diện quốc tế, các cuộc đua của NASCAR được phát trên truyền hình ở hơn 150 quốc gia.